# 宇野正美
宇野 正美（うの まさみ、1942年〈昭和17年〉 - ）は、国際時事問題と「ユダヤ問題」を専門にした講演者、著述家。株式会社リバティ情報研究所及び中東問題研究センターの創設者。

## 経歴
大阪市生まれ。1964年、大阪府立大学経済学部卒業。19歳の時に聖書と出会う。大学時代は学生運動（50年分裂）の指導者であり、共産主義にかぶれていた時期がある。大学卒業後は大阪市立天王寺商業高等学校で日本史の教師として11年勤務。33歳で高校教師を退職し、1975年に「中東問題と聖書研究センター」を大阪で設立、イスラエルのメナヘム・ベギン首相とメッセージ交換（下記参照）、サダト大統領暗殺を予想するなど注目を浴びる（1980年）。そして1986年、著書『ユダヤが解ると世界が見えてくる』がベストセラーとなるが、これが世界的な問題となり反主流派に転落する。1989年には「リバティ情報研究所」を設立。

## 思想

### 預言
これまで、聖書をベースとして様々な預言（預言とは神の言葉を預かることであるため正確には予想であり、本人は「聖書発想を合わせた複眼志向で、世界を読む。時代を読む。」と表現している）を発表している。リーマン・ショックを例にとれば、1980年代後半から訴え続けてきた「アメリカ経済は必ず落ちる。」、「世界大恐慌の再来が起きる。」という予想は現実のものとなった。なお、このリーマン・ショックの直後から、世界大恐慌が始まったと宣言した。
しかしその後、世界経済は成長を続けている
宇野正美の預言は、まず、自身の開催する国際時事講演会に於いて会社経営者などに向けて注意喚起のために提示される。代表的な例を挙げればバブル景気、金融ビッグバンに関する警鐘などがそれに当たる。前者は、引き金となった裁定取引についての予想が欠けていたため予想的中とはいかなかったが、そのベースとなった民活・内需拡大、プラザ合意（当時の竹下登大蔵大臣が産業構造調整として合意）、「日本の世界工場化」 → 円高不況 → 公定歩合引下・財テク（投機熱） → 産業の空洞化に対して警鐘を鳴らし続けた。また、後者については、金融経済の危険性を江戸時代の帳合米取引を例にして説き、再来する公定歩合引下と投機ブーム、ペイオフに伴う個人資産1200兆円の流出や日本企業買収を懸念し、日本は、菜根譚、上杉鷹山や石田梅岩に学ぶべきと主張した。なお、結果として、日本が上手く危機を回避できたため予想としては外れたが、この「金融経済の危険性」は10年の歳月を経て、前述のリーマン・ショックという形で姿を表すに到った。なお、デリバティブによるアメリカ崩壊の危険性については、1998年から明快に述べている。この他にも、2008年初頭から、その情報網から収集した新型インフルエンザの危険性について訴え始めていた。2009年、新型インフルエンザは世界的流行の兆しを見せた。
次の間近な予想には、イスラエルによる対イラン攻撃、1980年初頭から提唱しているエジプト・イスラエル平和条約の破棄（下記参照）、1980年代半ばから提唱しているEUや国連などの国際機構を母体とする世界統一政府の樹立などがある。世界統一政府は、多極化、ブロック化した世界の中央に据えられ、これを指導するとされる。現在、EUに於けるリスボン条約（＝欧州合衆国憲法）は発効され、EU大統領が登場するに到っている。鳩山外交の柱、東アジア共同体構想や、小沢一郎の国連中心主義、政治主導（官僚答弁禁止）などは、この流れに向かうものだとする。また、自由主義・資本主義のアメリカと共産主義の中国が、経済面だけではなく、G2サミットなどに於いて結束を強める理由は、この流れの中でEUに対抗し、如何に米・中をその中に組み込むかと言う勢力争いであるとする
その他、新型インフルエンザ人工説なども提唱している。ただし、予想したことが起こらないことも多く、また、中には2012年に起こるとしている「フォトンベルト」や「惑星二ビル」の接近、「地軸の傾きが修正され砂漠の緑化が起こる」などと言った予想が含まれるのも事実である。しかし、これには近年の太陽活動の研究情報を基にした、「黒点、太陽フレア」と「気候・地震を主とする天変地異」の関係についての言及などなど最新の科学的学説に基づいた根拠に含まれており、①：スマトラ島沖地震 (2004年)（2004年12月26日）、②：インドネシアの諸地震・火山活動、③：ハイチ地震 (2010年)（2010年1月12日）、④：2010年のエイヤフィヤトラヨークトルの噴火（2010年4-5月）、⑤：2010年メキシコ湾原油流出事故（2010年4月20日）、⑥：チリのコピアポ鉱山落盤事故（2010年8月5日）、⑦：南米エクアドルのカサ・ネグラ金鉱山落盤事故（2010年10月15日）、⑧：ニュージーランドのパイク・リバー炭鉱の爆発事故（2010年11月19日）などの発生から、2012年へ向けて警戒を促していたが、巨大エックス級太陽フレアの発生の後、⑨：ニュージーランドのクライストチャーチ近郊のリトルトンで発生したカンタベリー地震（2011年2月22日）、⑩：東北地方太平洋沖地震（2011年3月11日）などが発生している（この地震はHAARPによって引き起こされたという説が出ているが定かではない）。また、今後起き得る可能性として、異常気象に伴う飢饉の発生などがある。関連項としては、2010年秋から来年の9月末まで実施される「ロシアの穀物輸出禁止」（度重なる延長がされており、今後も再延長の可能性がある）が挙げられる。

### 反シオニストへの変遷
過去にはイスラエルのメナヘム・ベギン首相と何度も会って、旧約聖書を元にした様々なメッセージ交換をするなど、親ユダヤであった。ベギン首相とのメッセージ交換は、旧約聖書イザヤ書30章をベースにエジプト・イスラエル平和条約に忠告したことに始まる。このような関係を構築できたのは、本人曰く「ユダヤ人は一般的にトーラー以外の旧約聖書に明るくないが、旧約聖書全39巻に精通している日本人に、ベギンが興味を持ったため。」であると言う。実際に彼は年に4・5回（合計30回以上）もイスラエルを訪問。警戒の厳しいイスラエル国会や首相官邸などをほとんどフリーパスで通って、シモン・ペレス首相や、他の有力政治家（イツハク・ナボン大統領、モーシェ・アレンス、ゲウラ・コーヘン）らと何度も会っている。
また、世界の様々な事象の背後に存在するユダヤ人の「影響力」、世界を支配する4つの要素（石油、穀物、金融、情報）におけるユダヤ人の「支配力」に目を瞠っていた。具体的には、独占的な資源メジャーである、石油メジャー（ロイヤル・ダッチ・シェル、エクソン、ブリティッシュ・ペトロリアム、テキサコ、モービル、シェブロン）、穀物メジャー（アーチャー・ダニエルズ・ミッドランド、ブンゲ、カーギル、ルイ・ドレフュス）、金融（FRB、BIS、IMF、投資銀行、証券会社）、情報の国際的通信社（ロイター、AP通信、UPI通信社、AFP通信）、世界的新聞社＆マスメディア（タイムズ、フォーチューン、ニューズウィーク、ニューヨーク・タイムズ、ニューヨーク・ポスト、ウォールストリート・ジャーナル、ワシントン・ポスト）、IBMなどコンピュータ関連企業などである。
1980年代、日本では「陰謀論」やユダヤ問題への関心が高まっていた。宇野正美は、1982年末に発表した著書「大崩壊へのシナリオ」を皮切りに、1984年初頭に発表した著書「旧約聖書の大予言」、「続 旧約聖書の大予言」で聖書からの引用を中心に、シオン賢者の議定書を出典としたユダヤの陰謀と世界制覇戦略を説明した。これに対する宇野正美の論調は、重ね重ねホロコーストの事実を肯定しており、それらの迫害の歴史が、「世界を敵に回しても屈しないユダヤの力」のベースとなっていると言うものであった。また、日本経済新聞（1984/7/9）の「世界の潮流」でもユダヤ問題が採り上げられた。その他、馬野周二などが陰謀論に関する幾つかの著書の発表をしている。
1986年に出版した『ユダヤが解ると世界が見えてくる』と『ユダヤが解ると日本が見えてくる』は、2冊で百数十万部を数える大ベストセラーとなる。その中でシオン賢者の議定書の引用に加え、ホロコーストでのユダヤ人犠牲者数として有名な「600万人」という数字に疑問を提示した。翌年の1987/1/17に読売新聞が取り上げたのをきっかけに、ニューヨーク・タイムズの記者ヘイバーマンが、宇野正美へのインタビュー記事を1987/3/12に掲載、またハーバート・パッシン（コロンビア大学名誉教授）が文藝春秋（1987年4月号）に文章を掲載。「日本の反ユダヤ主義」が起こっているとされ、ユダヤ人に衝撃を与えた。イスラエル政府は宇野正美の入国拒否を決める。一方で宇野正美は「反ユダヤ主義者と誤解された」と感じ、上記の2冊は「ひたすらユダヤ人のすごさとバイタリティを日本人に感じとってもらいたく思って執筆した」、「ユダヤ民族の歴史をよく理解し、むしろこのユダヤ民族の強靭さに学ぶべきである」と言うのが趣旨と反論した。
チュニジア滞在中に、外交官から代表的なユダヤ人には、『アシュケナージ系ユダヤ人』と『スファラディー系ユダヤ人』の2種類が存在することを教えられ、アーサー・ケストラーの著書『The Thirteenth Tribe（邦訳：第十三支族）』を紹介される。聖書中のアブラハムの子孫としての古代ヘブライ人と、19世紀以降にドイツ民族主義の影響を受け形成された近代ユダヤ人を区別すること自体がタブーとされていたため、それまでの日本において殆ど知られていなかったが、ケストラー説に従えば、世界的な影響力を持つ東ヨーロッパ起源のアシュケナージ系ユダヤ人の多くは中東起源でなく、一部ユダヤ人移民は含むものの、主な人種的起源はテュルク系のハザールやスラブ人やその他の混血であると言う。その説を受け入れて宇野正美は以降、第十三支族であるアシュケナージ系ユダヤ人を「ユダヤ教徒カザール人」、スファラディー系ユダヤ人を含む十二支族を「血統的ユダヤ人」であると見なし、古代～近代ユダヤ人の歴史の再分析を始める。
宇野正美は、ユダヤ問題とは、その「ユダヤ戦略」が善であるか悪であるかが問題ではなく、創造主から離れた人間の歴史が、ユダヤ人をそのような民族に造り上げてしまい、結局世界がその渦の中に引き込まれてしまう終末を迎えようとしていることだと主張していたが、これらの経緯を経て、著書に於いて「もちろん現在はちがう。いま私は親ユダヤではないし、明確に反シオニストである。」と正式に反シオニストを宣言した。
- 第一次インティファーダ中にヤセル・アラファトのインタビューを敢行。
- ホロコースト否定研究を本格的に始め、ホロコーストをシオニスト、当時シオニストと結託したナチス[32]、アメリカのイスラエル・ロビー、または、それを利用しようとする国際主義者集団の「政治的からくり」だと見なした。
- ユダヤのアメリカの出張機関、イスラエル・ロビーである、ADL、AIPAC、ブナイ・ブリス、JDLなどがアメリカ国内で起こす問題を訳著・著書により明らかにした。
- 著書に於いて、タルムード中で、ユダヤ教のラビ達が非ユダヤ人や、キリスト教徒（キリスト教を中心に据える、西洋社会）に敵対している記述などを引用した（代表的なものに Pes.113bがある）[33]。

宇野は 「シオニスト以上の反ユダヤ主義者はいない」と言う。

### 陰謀論者として
持論の多くを国際主義者集団を中心に説明することが多い。この国際主義者集団とは、「近代西洋世界のメインプレーヤー」として台頭してきたクラブ・オブ・アイルズ（Club of the Isles）（ビルダーバーグ、RIIA、IPR、ローマクラブ）、ロスチャイルド家を筆頭とする宮廷ユダヤ人（ワールブルグ家、ピエレオーネ家、レカナティス家、フッガー家、モンテフィオーレ家）、アメリカ東部エスタブリッシュメント（ロックフェラー、モルガン、メロン、カーネギー、CFR、TC）、共産主義者（インターナショナル、コミンテルン、ニューディーラー）、シオニストなどを指し、国際時事講演会や著書に於いて「ワンワールド主義者」、「世界支配の連中」とも呼ばれる。これらの勢力は、必ずしも一枚岩ではないが、時に双頭戦略を駆使してまで世界を牽引することで、将来的に、世界統一政府を樹立するものと予想されている。
宇野正美は、それらの背後には、さらにサンヘドリン、イルミナティ、フリーメイソンなどの思想があるとし、アルバート・パイク（フリーメイソン） → ジュゼッペ・マッツィーニ（第一インターナショナル）、ロスチャイルド家（サンヘドリン） → アダム・ヴァイスハウプト（イルミナティ）、イルミナティの13血流（アスター家、バンディ家、コリンズ家、デュポン家、フリーマン家、ケネディ家、李家、オナシス家、ロックフェラー家、ロスチャイルド家、ラッセル家、ファン・ダイン家、ダビデの血流）など論じた。

#### 日本近代史について
日清戦争に関してはイギリスとロスチャイルドの関与、日露戦争に関しては加えてロスチャイルド系のジェイコブ・シフの関与、太平洋戦争緒戦の南方作戦の一環である真珠湾攻撃に関しては処女作で、ニューディーラーの関与について述べている。また、大東亜戦争については、近衛文麿の責任、海軍悪玉論に基づく山本五十六、米内光政、井上成美等の外国勢力との結びつきを指摘した。

#### 中東和平の行方について
「アシュケナージ系ユダヤ人」は、第二次世界大戦後、アメリカにおいて一時的に勢力を伸ばしたが、（シオニストユダヤ人、イスラエルなどを含め、）結局の所、世界を牛耳っている国際主義者集団に使われるだけで、邪魔な存在になった後、衰えていくものと予想している。また、これにより中東和平が実現し、これが後の中東大動乱の引き金になる可能性があると警鐘を鳴らしている。近年のイスラエルへの圧力、イランへの圧力、前述のシュロモー・ザンドの著書ベストセラー、ガザ支援船事件、2011年エジプト騒乱、2013年エジプトクーデターなどの中東騒乱は、この中東和平を進める組織からの圧力であるとし、後にEC（EU）を中心に、エジプトが仲介を行うことで中東和平が実現すると預言している。
宇野正美は、かつてイエス・キリストが預言したように、「荒らす憎むべきもの」とされる世界的な独裁者がEUをベースとした世界統一政府から出現し、終末が訪れることを聖書を引用して再三述べている。この独裁者は誕生の後に中東和平を実現、その三年後に第三次世界大戦が勃発し、半年間に渡り世界最終戦争（ハルマゲドン）が行われるとする。宇野正美は、第三次世界大戦（ハルマゲドン）の末期にイエスがオリーブ山に再臨し、聖地に集められた「血統的ユダヤ人」達は悔い改め、産みの苦しみを経て新しい時代に入ると説明する。このため、キリスト教徒ではないかと考えられるが、キリスト教会に代表される全ての宗教集団について、その廃頽・形骸化を嫌悪しているまた、聖書については、人類についての歴史を述べた壮大な記録の集大成であるとし、この「聖書」と、聖書の中で述べられている「創造主」は、人間の作った宗教、宗教集団とは直接的な関係は無いものと説明する。
また、旧約聖書の創世記に基づき、人間は神の「かたち」（これはヘブライ語で影を意味する）に造られたもので、人間は神から離れては存在し得ず、神から離れた不完全なものであると説明する。故に、人間の本質は悪であるとし、ニーチェイズムに代表される近代思想、カバラ（ゾーハル）及びバビロニア・タルムードなどの影響を受けた思想には否定的である。

### ロスチャイルドとのコンタクト
宇野に拠れば、1998年7月13日～8月中まで約一ヶ月間、また、1999年11月からもロスチャイルド家が来日している。これを受けて宇野正美は、前述の「古代ユダヤ人が日本に来ている」を根拠に、ロスチャイルドに「あなたは旧約聖書のヨセフのようなものでは無いですか？」と手紙を送っている（これは、兄弟の妬みを買い、兄弟と離別したが、後にエジプトにて成功、王宮の宰相となり、最後には父と兄弟と再会と和解を果たしたヨセフのようなものだという意味と思われる）。
なお、その後、2006年-2008年に放送された「新説!?みのもんたの日本ミステリー!〜失われた真実に迫る〜」という番組で「日本のルーツは古代イスラエル」というテーマが扱われたが、この中で、「十支族調査機関であるアミシャーブ」による古代ユダヤ人の軌跡の調査が行われた。また、この際、エリ・コーヘン駐日イスラエル大使が、剣山へ赴き、同様に古代ユダヤ人の軌跡、契約の箱に関する情報を収集する様子が放送された。なお、この「コーヘン」という姓は、ユダヤ人の祭司職（祭司レビ人、アロンの子孫）を意味する。今、この北イスラエル王国の十支族に、世界が静かに注目をしているとのことである。
その他にもクリントンに、「あなたはダビデのように、モニカ・ルインスキーのことを悔い改めよ。」という手紙を送っている。これに対して、1999年9月22日、超党会において、クリントンは「Sin」と言う言葉を使ったとされる

### 古代ユダヤ人が日本に来ている
宇野正美は、1992年に発行した著書「古代ユダヤは日本に封印された」を皮切りに、「古代ユダヤ人が日本に来ている」という自説の発表を始めた。これによれば、過去4回に渡って、古代ユダヤ人が日本に来ているとのことである。

#### 1回目
紀元前625年：アッシリア捕囚された北イスラエル王国の十氏族が、アッシリアがスキタイに滅ぼされた際、スキタイによって東方に連れ去られた。そして、ユーラシア大陸（シルクロードの草原の道）を通って日本に到達したと主張する。この際の日本への進入方法を間宮海峡から樺太へ氷上を渡ってきたものとする（樺太から北海道までは宗谷海峡を隔てて、42kmである）。

#### 2回目
紀元前586年：南ユダ王国の二氏族が、バビロン捕囚される前に、その一部（イザヤとその一団）が、海路（シルクロードの海の道）で東方に逃れた。この際、葦舟を使用し、黒潮に乗り丹後に漂着したと主張する。その際、契約の箱を持って来たとする。なお、この後、契約の箱は、四国の剣山に封印されたとする。

#### 3回目
紀元後199年：紀元後66－73年に起こったユダヤ戦争でユダヤ属州がローマ帝国に叩き潰された際に、その一部が、「シルクロードのオアシスの道」を通って東方に逃れた。この一団が秦氏（中央アジアの弓月国の融通王が開祖）であると主張する。そして、紀元後199年に約2万5千人の集団を引き連れて日本に現れ、秦河勝、聖徳太子などが後の飛鳥時代を作ったとする。ただし、現在の秦氏には2つの系統があると言われ、江戸時代、徐福伝説の子孫のみが秦氏を名乗ることを許された。このため、古代ユダヤ人の秦氏は、羽田、波多などと巧みに名前を変え、証を残したとする。

#### 4回目以降
景教として伝来。
なお、宇野正美は、日本は多民族国家であることを主張する。この内訳については、約50％が中国系、25％が朝鮮系、残り25％が多数の民族から構成され、大和は、この多民族を纏める（大きく和する－和をもって尊しとなす）の意味であると言う。この際、日本を支配したのは、中国山東省から米と鉄を持って来た弥生人であり、彼らが、古代ユダヤ人であり、原日本人の代表である京都エスタブリッシュメント、公家（藤原氏）、天皇を擁立したという。

## 著書
- 『旧約聖書の大予言－世界最終戦争とユダヤ人－』徳間書店、1984年1月。
- 『続 旧約聖書の大予言－世界最終戦争と指導者の条件－』徳間書店、1984年1月。
- 『ユダヤが解ると世界が見えてくる－1990年「世界経済戦争」へのシナリオ－』徳間書店、1986年5月。
- 『ユダヤが解ると日本が見えてくる : 「空洞化日本」をユダヤが手中にする時』〈Tokuma books〉、徳間書店、1986年11月30日。

（以上、徳間書店）
- 『ドルが紙になる日 : いまこそユダヤの知慧に学べ』ネスコ、1987年5月28日。NDLJP:11972537。(要登録)
- 『見えざる帝国－1993年、シオニスト・ユダヤが世界を支配する－』ネスコ、1989年11月。
- 『ヒトラーの逆襲－日本の未来はゲルマンとユダヤが握っている－』ネスコ、1990年12月。
- 『アメリカでいま，権力闘争が起きている－WASP対ユダヤ－』ネスコ、1991年6月。
- 『ブッシュの狙い－日本を食う「オリジナル・ユダヤ」の陰謀－』ネスコ、1991年12月。

（以上、文藝春秋ネスコ）
- 『ユダヤが解ると時代が見えてくる－ドル・円が崩壊し、金本位制が復活する－』日本文芸社、1988年5月。
- 『1992年ユダヤ経済戦略－もはや海外資産1兆$は返ってこない…－』日本文芸社、1989年4月。
- 『ドイツ第四帝国の勃興とユダヤ戦略－統一ドイツがユダヤを封じ込める日－』日本文芸社、1990年6月。
- 『ユダヤの国際戦略－アメリカ人からの証言－』日本文芸社、1991年11月。
- 『古代ユダヤは日本に封印された－「聖書」が明かす原日本人のルーツ－』日本文芸社、1992年11月。
- 『古代ユダヤは日本で復活する－剣山の封印が解かれ日本の時代が始まる－』日本文芸社、1994年11月。
- 『古代ユダヤの刻印－現代に蘇生する秦氏の血脈－』日本文芸社、1997年5月。

（以上、日本文芸社）
- 『ユダヤと戦って世界が見えた－白人支配の崩壊と「二つのユダヤ人」－』光文社、1993年2月。
- 『日本崩落－この大不況は陰謀である－』光文社、1994年1月。
- 『デフレ経済に勝つ－再生への道、鷹山に学ぶ－』光文社、1995年10月。
- 『ロシアとユダヤで解く 世界最終経済－ハイパーインフレと日本のゆくえ－』光文社、1996年9月。
- 『日本溶解－金融ビッグバンの陰謀－』光文社、1997年9月。

（以上、光文社）
- 『1993年大恐慌が来る！』学習研究社、1992年6月。
- 『1994年、日本は中国へ行く－アメリカ大破産からの脱出－』学習研究社、1993年6月。
- 『激突--アジア・日本VS欧米』学習研究社、1995年2月。
- 『ニューヨーク株が大暴落する日』学習研究社、1996年3月。
- 『世界戦略悪魔の方程式』学習研究社、1997年1月。

（以上、学習研究社）
- 『大崩壊へのシナリオ : 旧約聖書が描く世界未来図』実業之日本社、1982年12月15日。
- 『罠をふみ越えよ、子どもたち－教育が変わると日本が変わる－』ひょうたん書房、1988年11月。

### 翻訳
- アーサー・ケストラー『ユダヤ人とは誰か－第十三支族・カザール王国の謎』三交社、1990年。
- ポール・ゴールドスタイン, ジェフリー・スタインバーグ『ユダヤの告白－日本経済を裏面から見る』エノク出版、1991年。
- ロバート・I.フリードマン『ユダヤを剥ぐ－武装テロ組織JDLの内幕』三交社、1991年。
- アルフレッド・M.リリアンソール『ユダヤ・コネクション－アメリカ=世界戦略を決定するのは誰科』三交社、1991年。
- デール・クラウリー『ユダヤの国際戦略 アメリカ人からの証言』日本文芸社、1991年。

### 第三種郵便物
- 情報誌『リバティ』を執筆
- 国際情報月刊誌『エノク』（エノク出版）を執筆
- 日米露・同時情報誌『ニュー・アメリカン・ビュー』（エノク出版）を監訳。

2009年6月号から、アメリカの一極支配の終焉、世界の多極化に伴い、『ニュー・ワールド・ビュー』に改名。